# Atom
O Atom são dois padrões da Web: o Atom Syndication Format é uma linguagem de programação XML utilizada em web feeds, enquanto o Atom Publishing Protocol (AtomPub ou APP) é um protocolo HTTP para criar e actualizar recursos da Web.
Os web feeds permitem que programas de software verifiquem se existem actualizações em algum site da web. Para fornecer um web feed, o dono do site pode usar software especializado (como um sistema de gestão de conteúdo) que publique uma lista (ou feed) de artigos ou conteúdos recentes em formato padrão e que o computador seja capaz de a ler. O feed poderá, então, ser descarregado por programas que o utilizem, tal como páginas da web que permitam o seu uso, ou por agregadores que permitam aos utilizadores da internet a subscrição de feeds e a visualização do seu conteúdo.
Um feed contém entradas, que podem ser cabeçalhos, artigos completos, resumos, e/ou ligações a conteúdos na web, e também a metadados.
O formato Atom foi desenvolvido como alternativa ao RSS. Ben Trott, um defensor do novo formato que se tornaria em Atom, achava que o RSS tinha limitações e falhas — como a falta de inovação constante, e a necessidade de se manter sempre compatível — e que era necessário um novo e actual serviço.
Os proponentes do novo formato criaram o "IETF Atom Publishing Format and Protocol Workgroup". O formato Atom foi publicado como padrão IETF como RFC 4287 (Dezembro de 2005), e o Atom Publishing Protocol foi publicado como RFC 5023 (Outubro de 2007).

## Elementos do feed
Um feed consiste de alguns metadados, seguido por alguns números de entrada.
Todo feed deve conter um cabeçalho.
```
<?xml version="1.0" encoding="utf—8"?>
<feed xmlns="
http://www.w3.org/2005/Atom
">
```

```
<title>Exemplo Home Page — News Feed</title>
<link href=http://www.exemplo.com/>
<updated>2006—01—05 3:05:47</updated>
```

```
<author>
<name>Nome do autor</name>
<email>email@exemplo.com</email>
<uri>
http://www.exemplo.com
</uri>
</author>
```

```
<id>
http://www.exemplo.com
</id>
<icon>
http://www.exemplo.com/img/imagem.ico
</icon>
<logo>
http://www.exemplo.com/img/logo.jpg
</logo>
<rights> © 2002—2009 Nome da Empresa/Site</rights>
<subtitle>Esteja atualizado com o que há de melhor na web</subtitle>
<category term=Informática/>
</feed>
```

## Elementos requeridos do cabeçalho
Abaixo segue uma lista com os principais elementos requeridos em um feed e um exemplo.
• ID, Identifica o Feed usando um universal e permanente URL, você pode colocar seu Nome de Domínio nesta parte.
```
  Ex.: <id>
http://www.exemplo.com
</id>
```

• Title, contem o título do Feed, este valor não pode ser deixado em branco de maneira alguma.
```
  Ex.: <title>Kaizel Atomic Bomb — News Feed</title>
```

## Elementos recomendados
• Author, nome do autor do Feed, um feed pode ter inúmeros autores e um feed precisa ter ao menos um autor
```
  Ex.: <author>
  <name>Nome do autor</name>
  <email>email@exemplo.com</email>
  <uri>
http://www.exemplo.com
</uri>
  </author>
```

• Link, identifica uma HP relacionada, o tipo de relação é atribuído pelo atributo rel.
```
  Ex.: <link rel="self" href="http://www.exemplo.com/" />
```

## Elementos do Corpo (ENTRY)
Um exemplo de uma entrada seria um único post em um site.
```
<entry>
<title>Título do artigo</title>
<link href="http://www.exemplo.com/artigos.php?id=46"/>
<id>
http://www.exemplo.com/artigos.php?id=46/
</id>
<updated>05—01—2006 02:56:00</updated>
<summary>Descrição do artigo</summary>
<author>
 <name>Nome do autor</name>
</author>
</entry>
```

## Elementos requeridos do corpo
Aqui esta uma lista de elementos requeridos para o Feed, cada um tem uma breve descrição e é seguido de um exemplo, como no tópico acima.
• ID, Title, tem o mesmo significado que o do cabeçalho, salvo que eles se referem ao artigo e não ao Feed.
```
  Ex.: <id>
http://www.exemplo.com/artigos.php?id=46
</id>
```

• Updated, Indica quando foi a ultima vez que a entrada foi modificada
```
  Ex.: <updated>05—01—2006 02:56:00</updated>
```

Neste parte ainda cabem os elementos link e author que funcionam da mesma forma que no cabeçalho e como já foi dito, salvo que eles fazem referencia ao artigo e não ao Feed.
Uma entrada interessante é a:
• Source, ela, a entrada, é usada para se referir a documentos copiados de outros Sites, assim seria como se falássemos que a fonte foi de outro local.
```
Ex.: <syntaxhighlight>
        <id>http://example.com/</id>
        <title>Fourty—Two</title>
        <updated>2003—12—13T18:30:02Z</updated>
        <rights>© 2005 Exemplo, Inc.</rights>
     </syntaxhighlight>
```

## Exemplos de Feed
```
<?xml version="1.0" encoding="utf—8"?>
```

```
<feed xmlns="
http://www.w3.org/2005/Atom
">
```

```
<title>Exemplo Home Page — News Feed</title>
<link href=http://www.exemplo.com/>
<updated>2006—01—05 3:05:47</updated>
```

```
<author>
<name>Nome do autor</name>
<email>email@exemplo.com</email>
<uri>
http://www.exemplo.com/about—me
</uri>
</author>
```

```
<id>
http://www.exemplo.com/
</id>
<icon>
http://www.exemplo.com/img/image.ico
</icon>
<logo>
http://www.exemplo.com/img/logo.jpg
</logo>
<rights> © 2002—2006 Nome da Empresa/Site </rights>
<subtitle>Esteja atualizado com o que há de melhor na web</subtitle>
<category term=Informática/>
```

```
<entry>
<title>Título do artigo1</title>
<link href="http://www.exemplo.com/artigos.php?id=46"/>
<id>
http://www.exemplo.com/artigos.php?id=46/
</id>
<updated>05—01—2006 02:56:00</updated>
<summary>Descrição do artigo1</summary>
<author>
<name>Nome do autor</name>
</author>
</entry>
```

```
<entry>
<title>Título do artigo2</title>
<link href="http://www.exemplo.com/artigos.php?id=47"/>
<id>
http://www.exemplo.com/artigos.php?id=47/
</id>
<updated>06—01—2006 01:36:00</updated>
<summary>Descrição do artigo2</summary>
<author>
 <name>Nome do autor</name>
</author>
</entry>
```

```
</feed>
```